# Godby

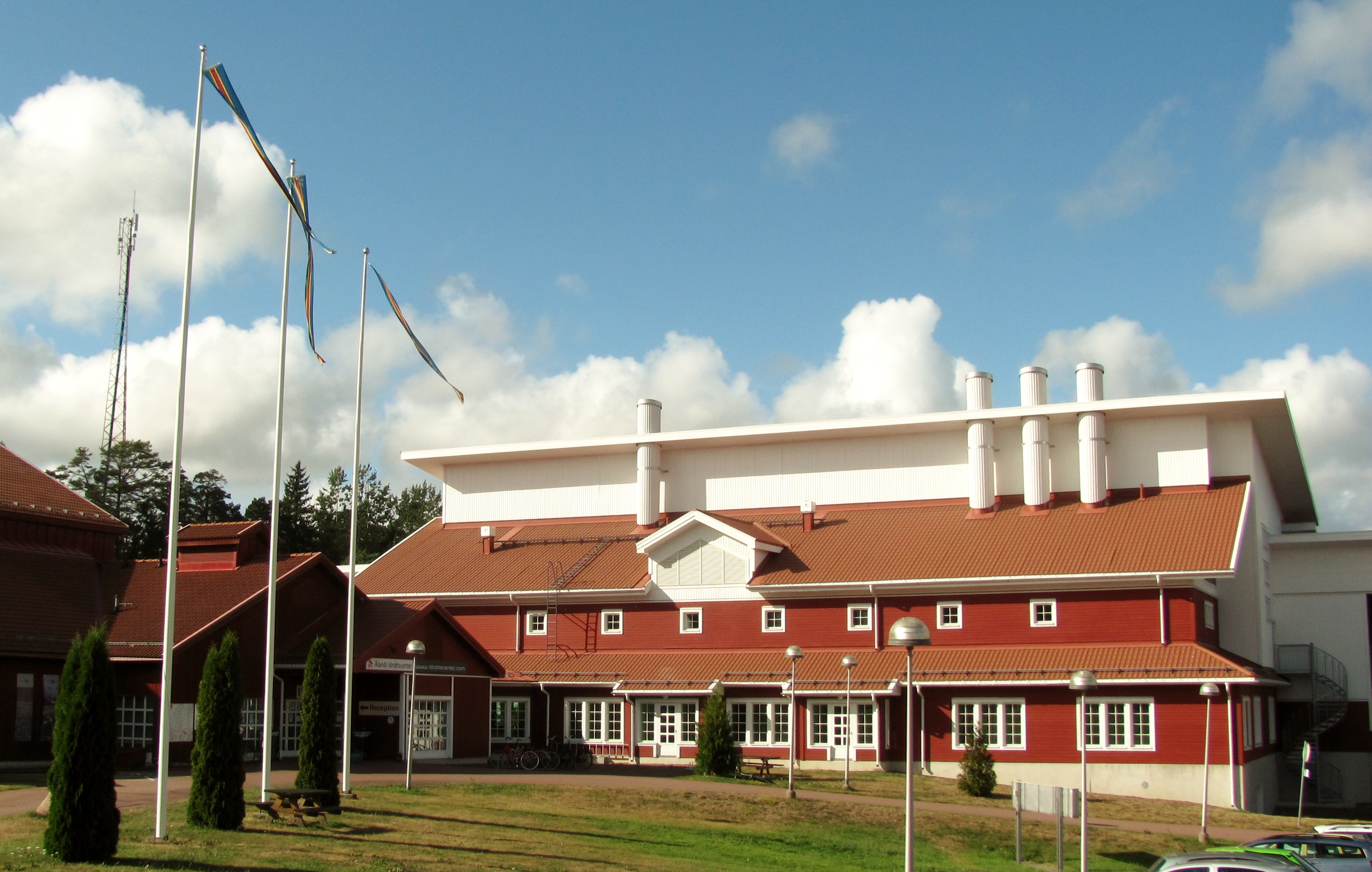
Het sportcentrum van Godby

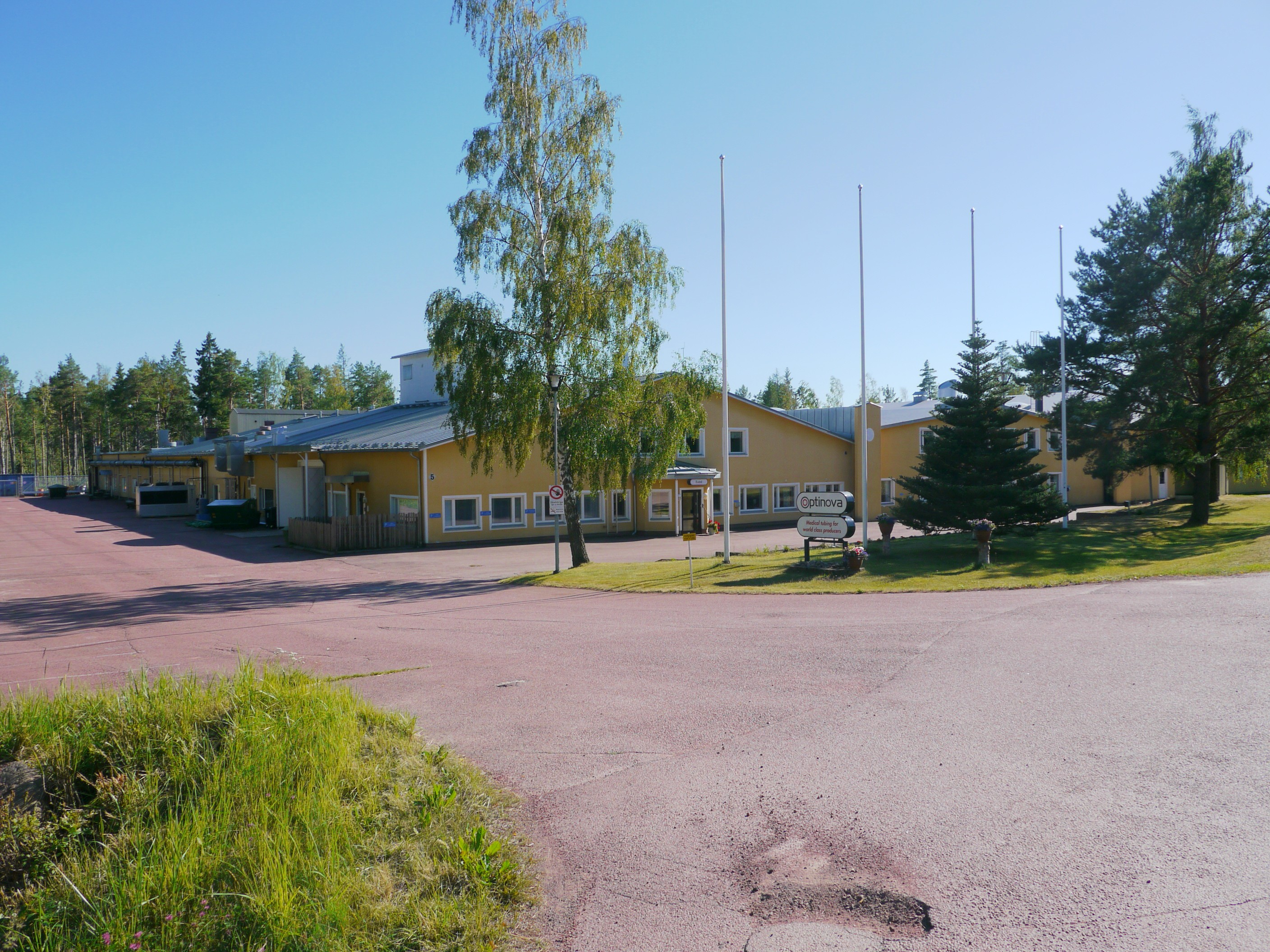
Het bedrijf Optinova

Godby is de hoofdplaats van de gemeente Finström in de autonome Finse regio Åland. Op de hoofdstad Mariehamn na is het de grootste plaats van Åland. De plaats heeft 1234 inwoners op het grondoppervlak van Finström en nog eens 251 mensen wonen in de naburige gemeente Jomala. De plaats is zeer centraal gelegen aan de Huvudväg 2, waar de Huvudväg 4 daarvan aftakt. Ook in historische tijden was dit een belangrijk knooppunt, daar de postroute er langs liep. Er is nog een originele mijlpaal uit 1781 aanwezig die aangaf dat het nog 21 mijl was naar Åbo (Turku).

## Voorzieningen
Godby heeft een middelbare school en voorziet in middelbaar onderwijs voor met name de noordelijke helft van het hoofdeiland van Åland. De plaats heeft een grote sporthal en een zwembad. Pal daarnaast bevindt zich een jeugdherberg.
De grootste werkgever in Godby is Optinova AB: een fabrikant van medische materialen zoals katheterslangen. Er zijn enkele banken en winkels. In het verleden was er ook een grote houtzagerij.

## Bezienswaardigheden

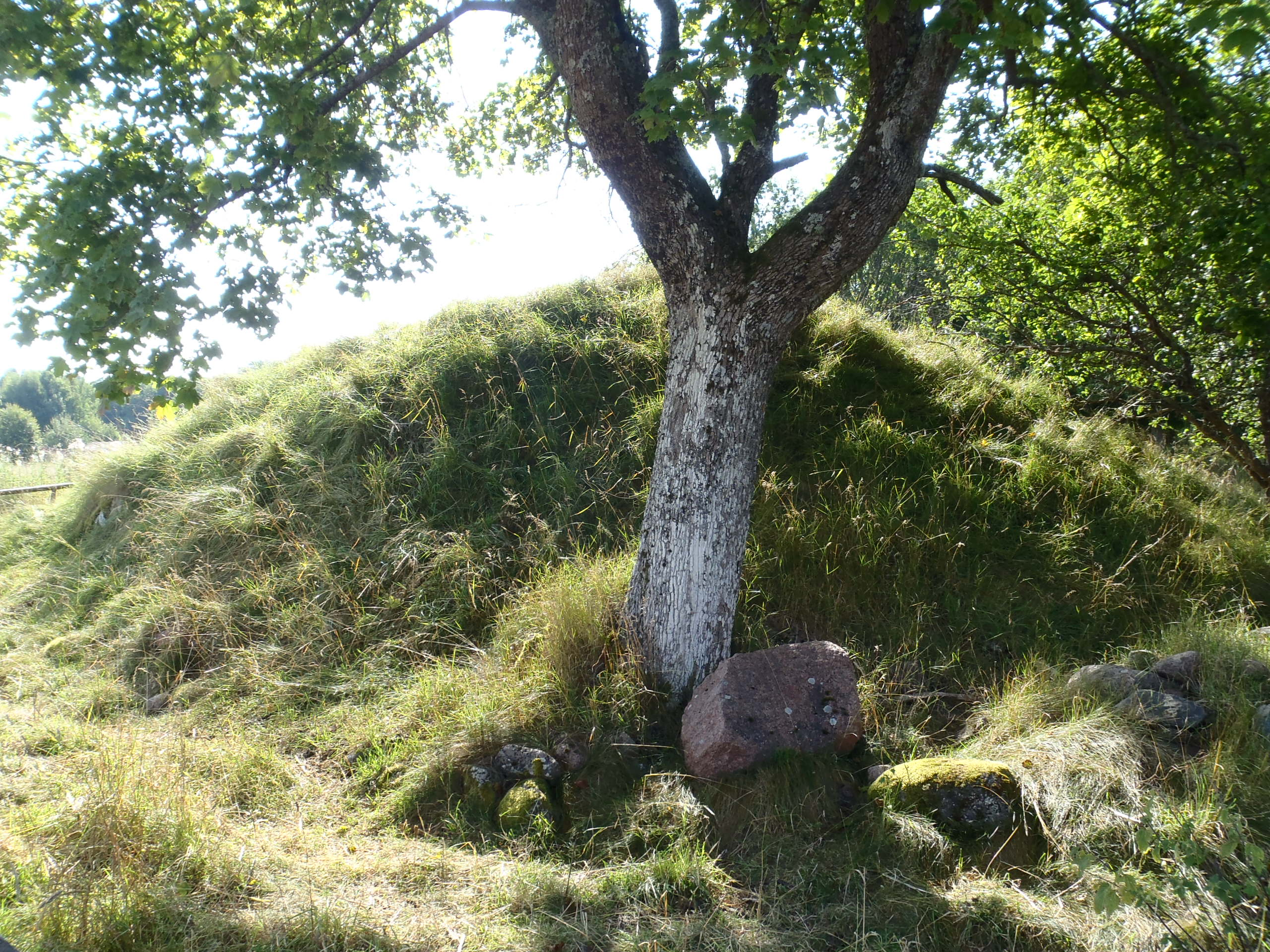
Een van de vele grafheuvels nabij Godby

In en om Godby bevinden zich vele grafheuvels uit de ijzertijd. Er bevindt zich een grafveld met 57 graven pal naast het dorpscentrum.

## Geschiedenis

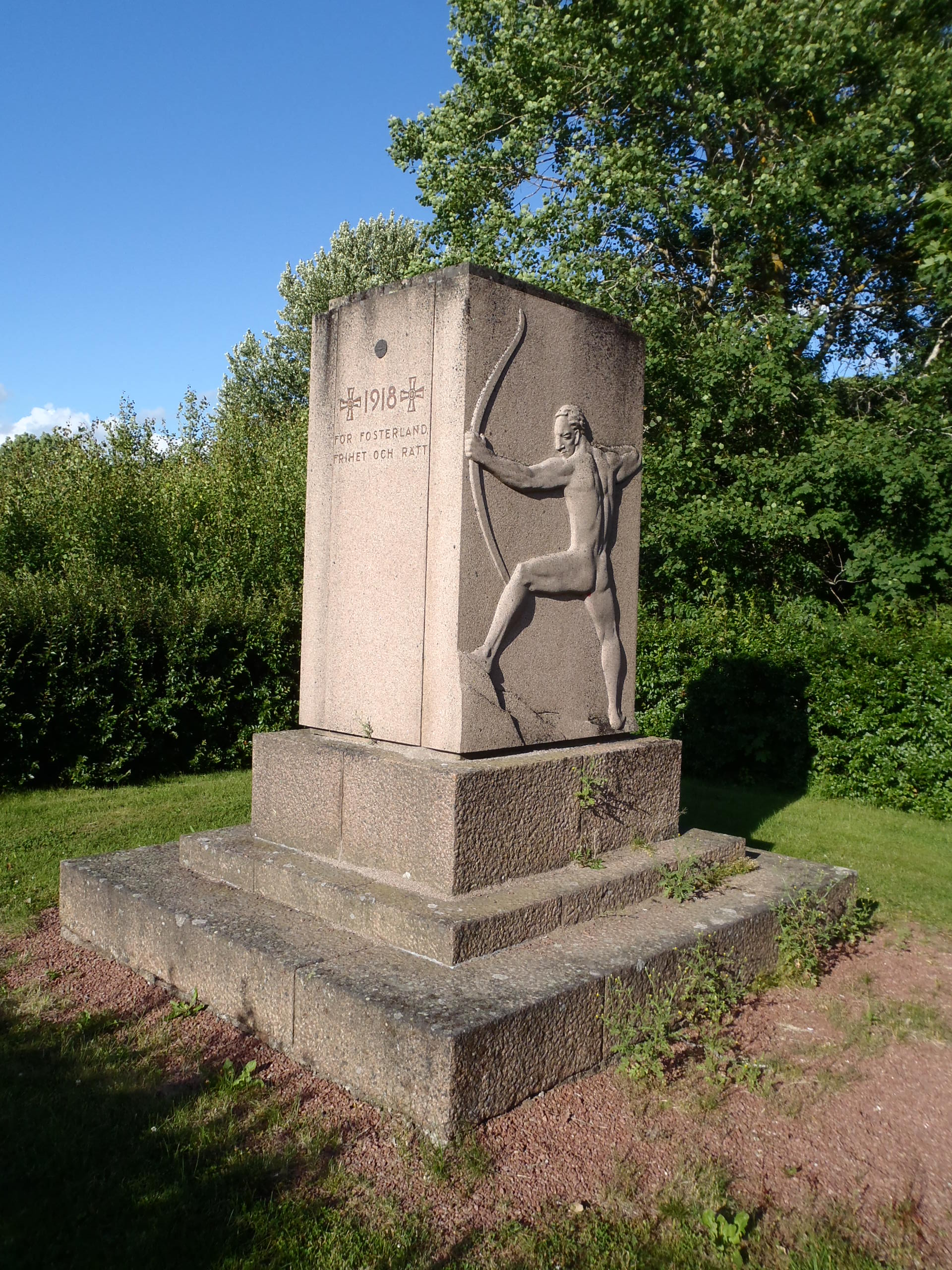
Gedenksteen voor de slag om Godby

Tijdens de Finse Burgeroorlog, op 17-19 februari 1918, werd er rond deze plaats een veldslag gevochten tussen de Witte en de Rode Garde. Daarbij werden twee mensen van het witte kamp en drie van het rode kamp gedood, en later werden nog 8 mensen van het rode kamp geëxecuteerd. Dit was de enige veldslag in de Finse burgeroorlog die op Åland werd uitgevochten.